# Dedemsvaart (plaats)
Dedemsvaart (Nedersaksisch: De Voart of Dedemsvoart) is een plaats in de gemeente Hardenberg (voorheen gemeente Avereest) in het noorden van de Nederlandse provincie Overijssel. De plaats is vernoemd naar de Baron van Dedem die een gelijknamig 40 kilometer lang kanaal liet graven voor het vervoer van turf. Op 17 december 2023 telde de plaats 13.130 inwoners.

## Geschiedenis
Het dorp Dedemsvaart is ontstaan ten gevolge van de aanleg van het kanaal De Vaart en de vervening van de omliggende gronden die erdoor mogelijk werd in de eerste helft van de negentiende eeuw. De gemeente Avereest werd vanwege deze ontginningen uitgebreid in 1837 met gedeelten van de gemeenten Ambt Ommen en Ambt Hardenberg waardoor zij het karakter kreeg van een veenkolonie. De Vaart was een 40 km lang gegraven kanaal dat liep van Hasselt tot aan Gramsbergen. In 1848 werd de administratie gevestigd in Dedemsvaart dat uitgroeide tot het belangrijkste dorp van de gemeente. Tegenwoordig is het kanaal in het dorp deels gedempt. Als gevolg van de belangrijke positie in de veenontginningen werd de Dedemsvaartsche Stoomtramweg-Maatschappij (afgekort DSM) in 1885 opgericht. Dit was een bedrijf dat het vervoer van personen en goederen per stoomtram in Noordoost-Overijssel en Zuidoost-Drenthe verzorgde. In 1886 werd de eerste tramlijn aangelegd tussen het station Dedemsvaart, dat lag op de plek waar de Staatsspoorwegen-lijn Zwolle – Meppel de Dedemsvaart kruiste, naar het tramstation Avereest, dat lag in het dorp Dedemsvaart, ongeveer 15 kilometer verderop. Al snel werden er meer lijnen aangelegd.

## Geografie

### Indeling
In het dorp Dedemsvaart liggen de volgende buurten:
- Dedemsvaart-Noord
  - Waaronder Schepenbuurt, Oranjebuurt, Bloemenbuurt en Langewijk
- Dedemsvaart-Zuidwest
  - Waaronder Vogelbuurt en Parcours
- Dedemsvaart-Zuidoost
  - Waaronder Componistenbuurt, Kotermeerstal en Bransveen (in ontwikkeling)
- Dedemsvaart-Centrum
- Rheezerend
- Industriegebied Rollepaal
- Verspreide huizen Colenbranderbos
- Verspreide huizen Dedemsvaart
- Verspreide huizen Beute en Ommerkanaal
- Verspreide huizen Sponturfwijk en Reestgebied
- Verspreide huizen De Kolonie

## Onderwijs
Er zijn diverse scholen voor basis- en voortgezet onderwijs. Dedemsvaart telt twee scholengemeenschappen voor voortgezet onderwijs, namelijk een vestiging van het Vechtdal College en het Zeven Linden College (vmbo, havo, atheneum), dat deel uitmaakt van de Van der Capellen Scholengemeenschap in Zwolle. De basisscholen zijn: De Ark, de Eiber, de Regenboog, K.B.S. De Langewieke en 't Kompas en de Groen.

## Verkeer en vervoer
Langs (of op de loop van de voormalige) Dedemsvaart loopt de provinciale weg de N377 (Hasselt - Coevorden). Enkele kilometers ten westen van Dedemsvaart loopt de N48. Dedemsvaart is met het openbaar vervoer alleen met de bus te bereiken. ComfortRRReis 301 (Zwolle station - Dedemsvaart De Magnolia) rijdt elke dag 4 keer per uur van maandag t/m vrijdag overdag en 2 keer per uur in de avonduren en het weekend. Er is ook een sneldienstverbinding naar Zwolle met SnelRRReis 217, deze rijdt enkel doordeweeks overdag. Ook is er een verbinding met Hoogeveen door middel van lijn 31 en een verbinding met Slagharen door middel van lijn 129. Laatstgenoemde lijn rijdt in de spitsuren door naar Coevorden. Daarnaast rijdt schoolbus 629 (Dedemsvaart → Hardenberg).
Verkeer dat van Twente naar Drenthe en Groningen of andersom reist maakt soms gebruik van een sluiproute via Dedemsvaart om zo niet via de N34 naar de N48 te hoeven reizen. De N34 loopt namelijk langs Ommen, waar het met name in de zomer door toeristen erg druk kan zijn. Sinds de N36 is doorgetrokken loont deze sluiproute niet meer.

## Economie

### Winkelgebied
Dedemsvaart heeft een groot winkelgebied met regionale functie. In Dedemsvaart-Centrum zijn vier supermarkten gevestigd in drie winkelstraten. Winkels staan vooral in de Marktstraat, Markt en de Julianastraat die tevens de belangrijkste hoofdader van het dorp is. Op woensdagmorgen is er weekmarkt. Vrijdagavond koopavond. In Dedemsvaart is op zondagmiddag koopzondag voor supermarkten. Ook de overige winkels hebben op een aantal zondagen per jaar de mogelijkheid om open te gaan. Dit is sinds maart 2019 in de gehele gemeente Hardenberg mogelijk.

### Industrie- en bedrijventerreinen
Vlak buiten de bebouwde kom ligt een industrieterrein waar onder meer een busreparatiestation van EBS. Tot eind 2015 was het logistiek centrum van het postorderbedrijf Wehkamp op dit bedrijventerrein gevestigd, waarna het naar Zwolle verhuisde.
De industrieterreinen zijn in Dedemsvaart de laatste jaren behoorlijk gegroeid en voor industrieterrein "Rollepaal" staat weer een uitbreiding gepland van 20,7 hectare, in oostelijke richting aangrenzend aan Rollepaal-Zuid. Naast Rollepaal, waar de middel- en grootschalige bedrijvigheid te vinden is, zijn Moerwijk en Einsteinstraat bedrijventerreinen van kleiner karakter gecombineerd met wonen.
Bedrijvenpark "Mercator" is in ontwikkeling en ligt in Dedemsvaart-Noord, aan de provinciale weg N377. Dit heeft echter een zware tweestrijd in het dorp teweeggebracht, waardoor het de vraag is of, en zo ja wanneer, dit bedrijventerrein ooit zal verrijzen.
Bedrijventerreinen:
- Rollepaal-Noord

Grootschalig, 22 ha
- Rollepaal-West

Grootschalig, 28 ha (categorie 1 t/m 3)
- Rollepaal-Zuid

Grootschalig, 16 ha
- Rollepaal-Moerwijk

Kleinschalig (categorie 1 en 2)
- Einsteinstraat

Kleinschalig (categorie 1 en 2)
- Rollepaal-Oost

20,7 ha, in ontwikkeling
- Mercator

in ontwikkeling

## Cultuur

### Bezienswaardigheden

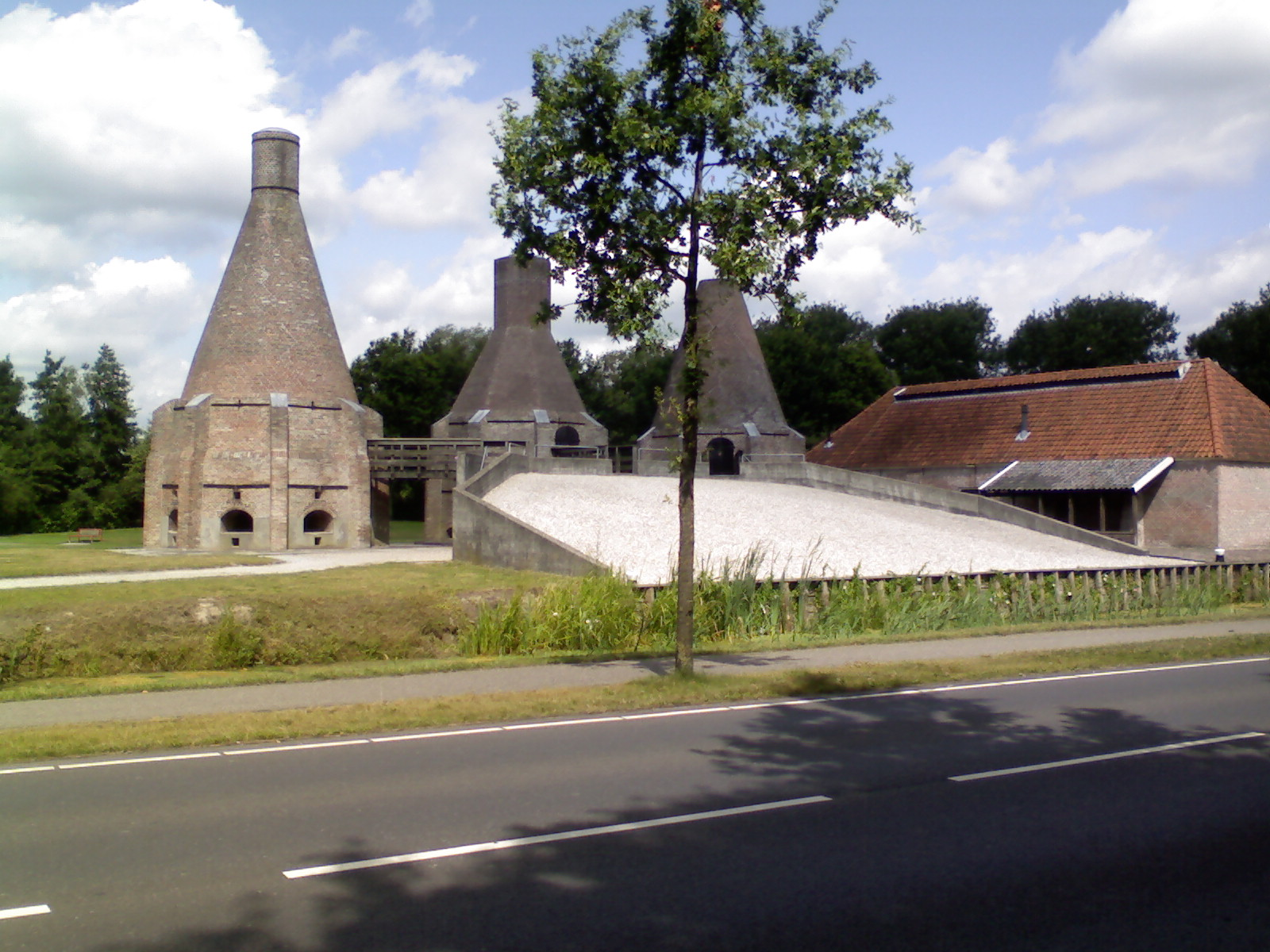
De kalkovens zijn een rijksmonument

De plaats kent een aantal historische landhuizen. Ook zijn er de kalkovens, 't Leshuus. In de oudheidkamer kunnen bezoekers meer te weten komen over de aanleg van het kanaal, de industrie van Dedemsvaart in de 19e eeuw en de kalkovens. De botanische tuinen van Mien Ruys vormen een (inter)nationale trekpleister.

### Monumenten
- Lijst van rijksmonumenten in Dedemsvaart
- Lijst van gemeentelijke monumenten in Dedemsvaart

### Recreatie
In Dedemsvaart zijn een aantal recreatieve voorzieningen. Er is een binnenzwembad dat gelegen is nabij het Kotermeer, een meerstal uit de tijd van voor de vervening. Het is nu een recreatieplas waar gezwommen, gezeild, gesurft en gevist kan worden. Er is ook een zandstrand welke recent verlengd is. In de nabijheid is in 2007 een nieuw park met veel speelgelegenheid aangelegd. In dit park trekt ook het kunstwerk C I Love You, in de volksmond ook wel "het konijn", veel bekijks.
In het Zuiderbos, dat direct grenst aan de bebouwing van de plaats, is een zogenoemd tijdpad uitgezet waar men de geschiedenis van Dedemsvaart stap voor stap leert kennen aan de hand van beelden en objecten.

### Evenementen
Jaarlijks wordt in de eerste week van augustus de Dedemsvaria georganiseerd. Dit is een week waarin zomerse activiteiten worden gehouden. De week wordt afgesloten met een groot eindfeest. De activiteiten vinden vooral plaats in het centrum.
Tijdens de Pinksterdagen wordt er in Dedemsvaart aan de recreatieplas Kotermeerstal het Dedemsvaart Natuurlijk Festival gehouden. Deze dag zijn er activiteiten, workshops en livemuziek op meerdere podia.  
Carnavalsvereniging de Venekloeten organiseert sinds 1975 jaarlijks meerdere carnavalsactiviteiten. De carnavalsoptocht begint bij het voormalig gemeentehuis en eindigt in het centrum.  

## Bekende personen uit Dedemsvaart
- Lucas Jonker (Alkmaar 1873 -Dedemsvaart 1948), schrijver
- Mien Ruys (1904-1999), tuinarchitecte
- Nini Boesman (1918-2009), eerste Nederlandse ballonvaarster
- Henk Drost (1921-1945), verzetsstrijder
- Bertus Mulder (1929-2024), architect
- Reinier Paping (1931-2021), schaatser en winnaar Elfstedentocht van 1963
- Evert Hartman (1937-1994), schrijver
- Dick Klomp (1947), beiaardier
- Martin Koster (1950), schrijver
- Gerrit Brand (1956), schrijver
- Jannie Visscher (1961), partijvoorzitter van de SP
- Cisca Joldersma (1964), CDA-politica
- Lambert-Jan Koops (1975), stand-upcomedian en dammer
- Daniël Koerhuis (1981), politicus
- Youssouf Hersi (1982), profvoetballer
- Sanne Hans (1984), singer-songwriter (zangeres van de band Miss Montreal)
- Martijn Dragt (1988), darter
- Jarno Westerman (2002), profvoetballer